# Guildhall de Bath
El Guildhall es un edificio municipal del siglo XVIII en el centro de Bath, Somerset, Inglaterra. Es un edificio catalogado de Grado I.

## Historia
La primera mención de una casa gremial aquí fue en 1359, donde solía ser el lugar de reunión de los poderosos gremios comerciales. El ayuntamiento medieval (situado detrás del edificio moderno) fue mencionado por Elizabeth Holland en 1602 como un edificio de entramado de madera con techo de tejas y pisos de piedra sembrados de juncos. Este edificio fue reemplazado por una casa gremial jacobea, aproximadamente en el mismo sitio, en 1625. El edificio constaba de una sala del consejo y una armería (donde se almacenaban las armas antes de la guerra civil) en el primer piso. A finales del siglo XVII, la sala se utilizaba para reuniones sociales, conciertos y obras de teatro.
Se amplió considerablemente con un diseño de William Killigrew en 1725, y posteriormente se exhibió una serie de pinturas especialmente encargadas por Jan Baptist van Diest.
El actual edificio de piedra de Bath, diseñado por Thomas Baldwin, fue construido entre 1775 y 1778 y ampliado por John McKean Brydon en 1893. La fachada central tiene cuatro columnas jónicas y el edificio está rematado por la figura de la Justicia. La cúpula central y las alas norte y sur se agregaron en 1893 y forman un edificio contiguo a la Galería de Arte Victoria, que también se construyó en la misma época.
Sufrió daños considerables en un incendio el 25 de abril de 1972. El interior tiene un salón de banquetes con columnas corintias comprometidas, candelabros del siglo XVIII y retratos reales. La sala se utiliza en las visitas reales a la ciudad: la reina Isabel II almorzó en la sala de banquetes en mayo de 2002.
Ahora alberga la cámara del consejo de Bath y North East Somerset Council y la oficina de registro de Bath y North East Somerset ; también se utiliza como lugar de celebración de bodas, y la oficina de registro también alberga los servicios de estudios locales y archivos de Bath y North East Somerset. También sirve como una de las sedes del Festival Internacional de Música de Bath y otros eventos culturales. Se ha utilizado para filmar dramas de época y miniseries como The Trial of Christine Keeler (en 2019).

## Mercado del ayuntamiento de Bath
En 1552, se construyó una casa de mercado de una sola planta en el sitio del mercado medieval en High Street. Este edificio fue posteriormente demolido y combinado con el gremio jacobeo, completado en 1627. En la actualidad se encuentra detrás del Guildhall y se puede acceder a él por un propio túnel de entrada a través del Guildhall. Ha estado en activo los últimos 800 años, y hoy en día comercian allí unos 20 tenderos.

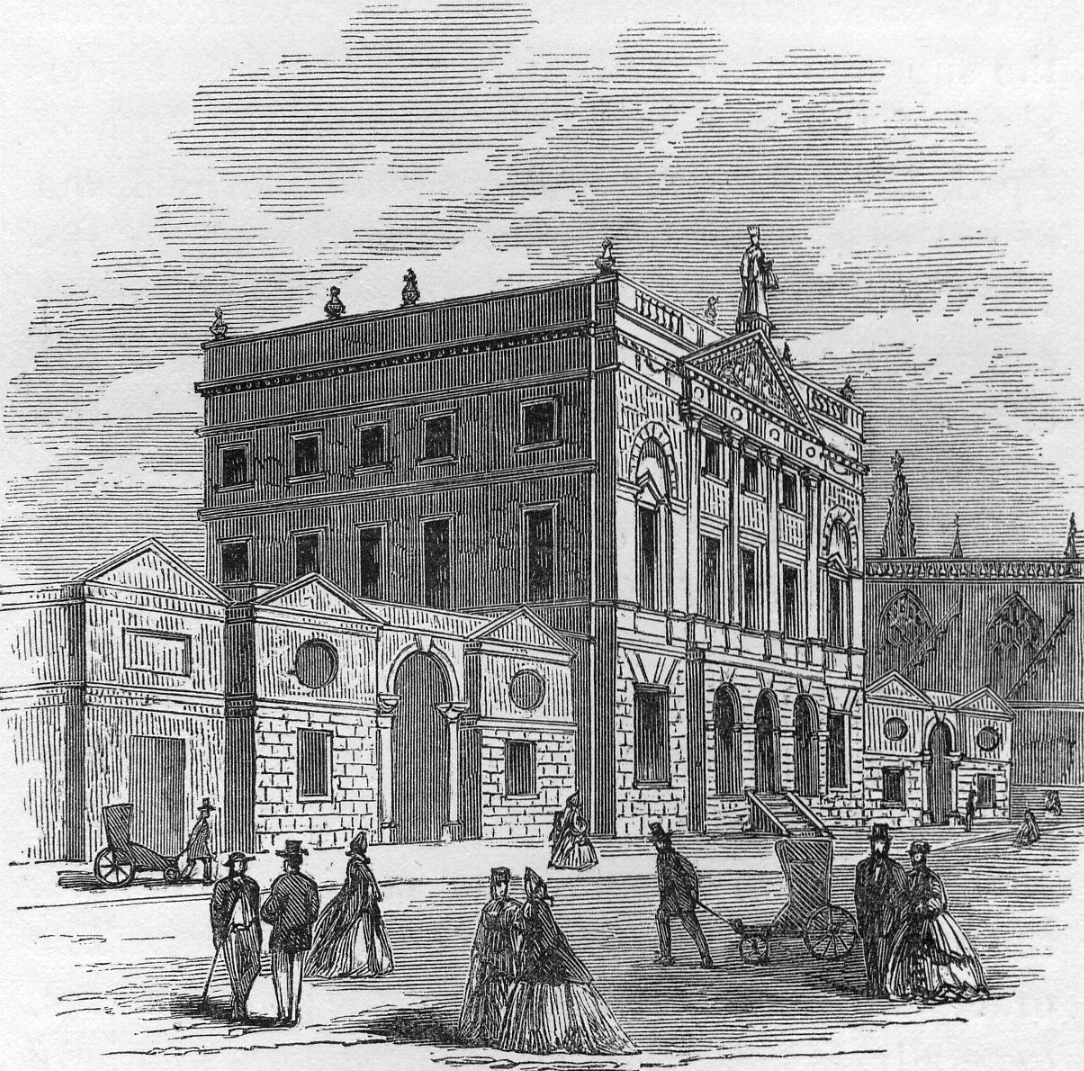
El Guildhall en 1864 antes de que se construyeran las ampliaciones
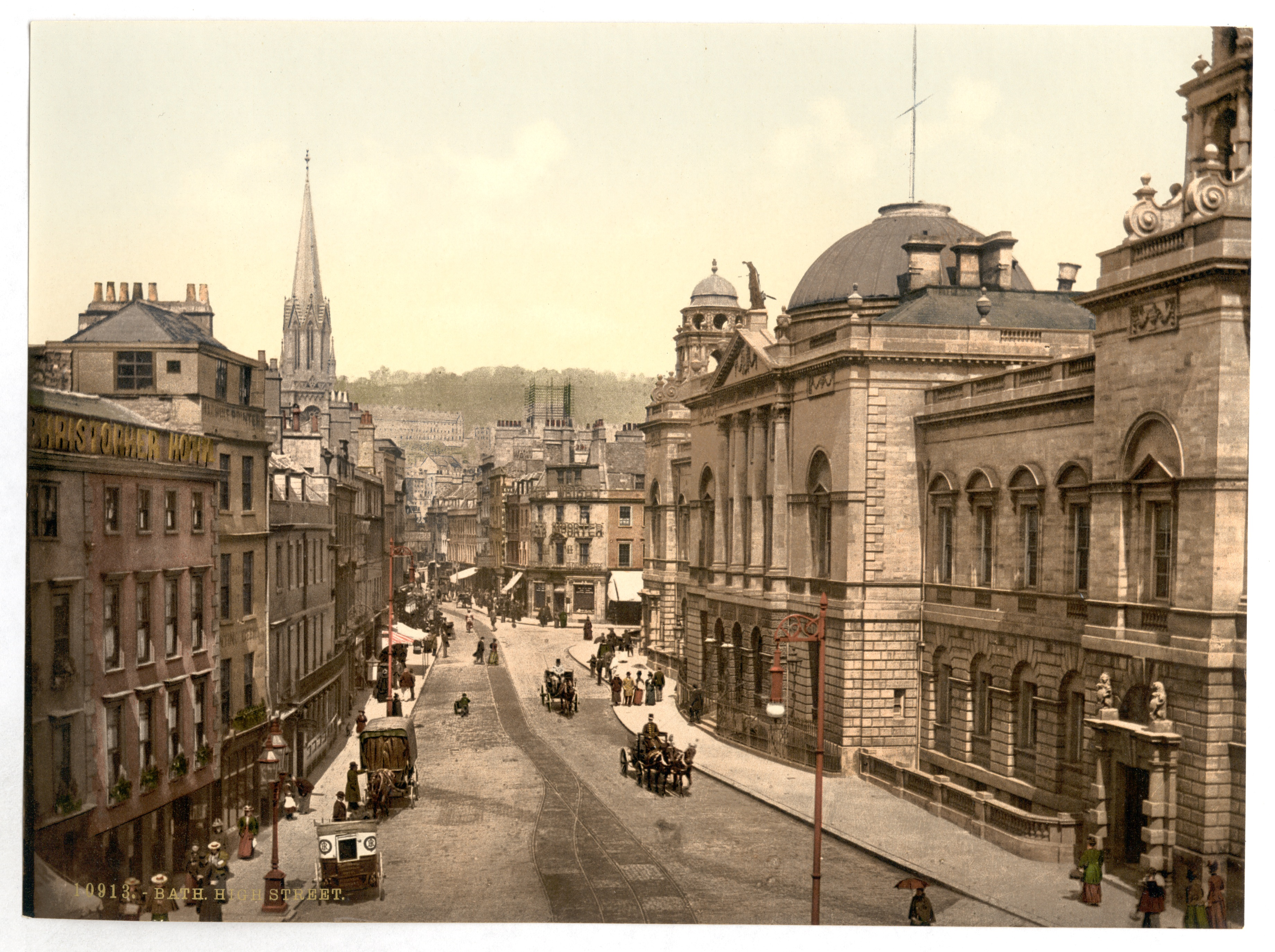
El Guildhall alrededor de 1895
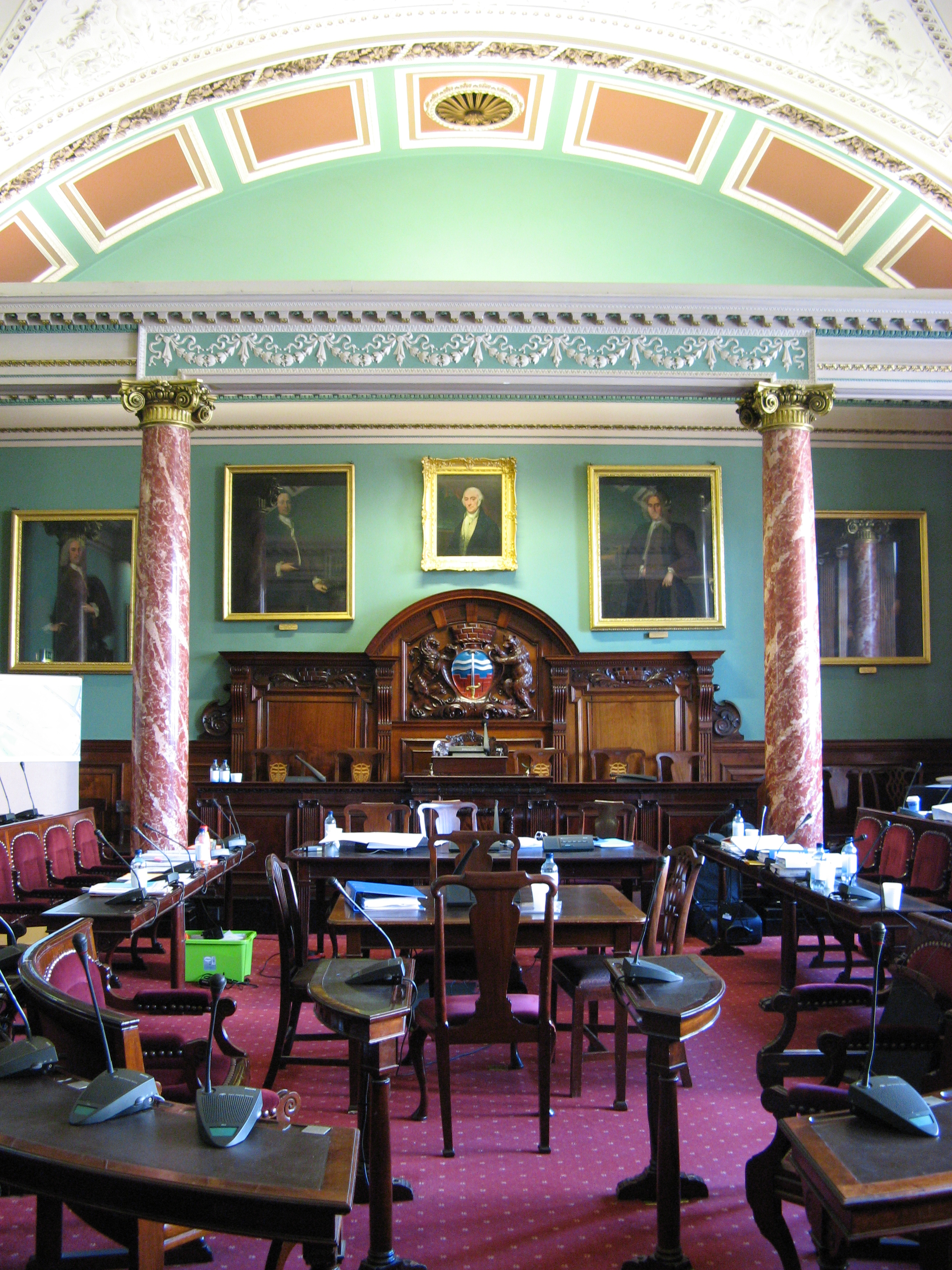
Cámara del Consejo
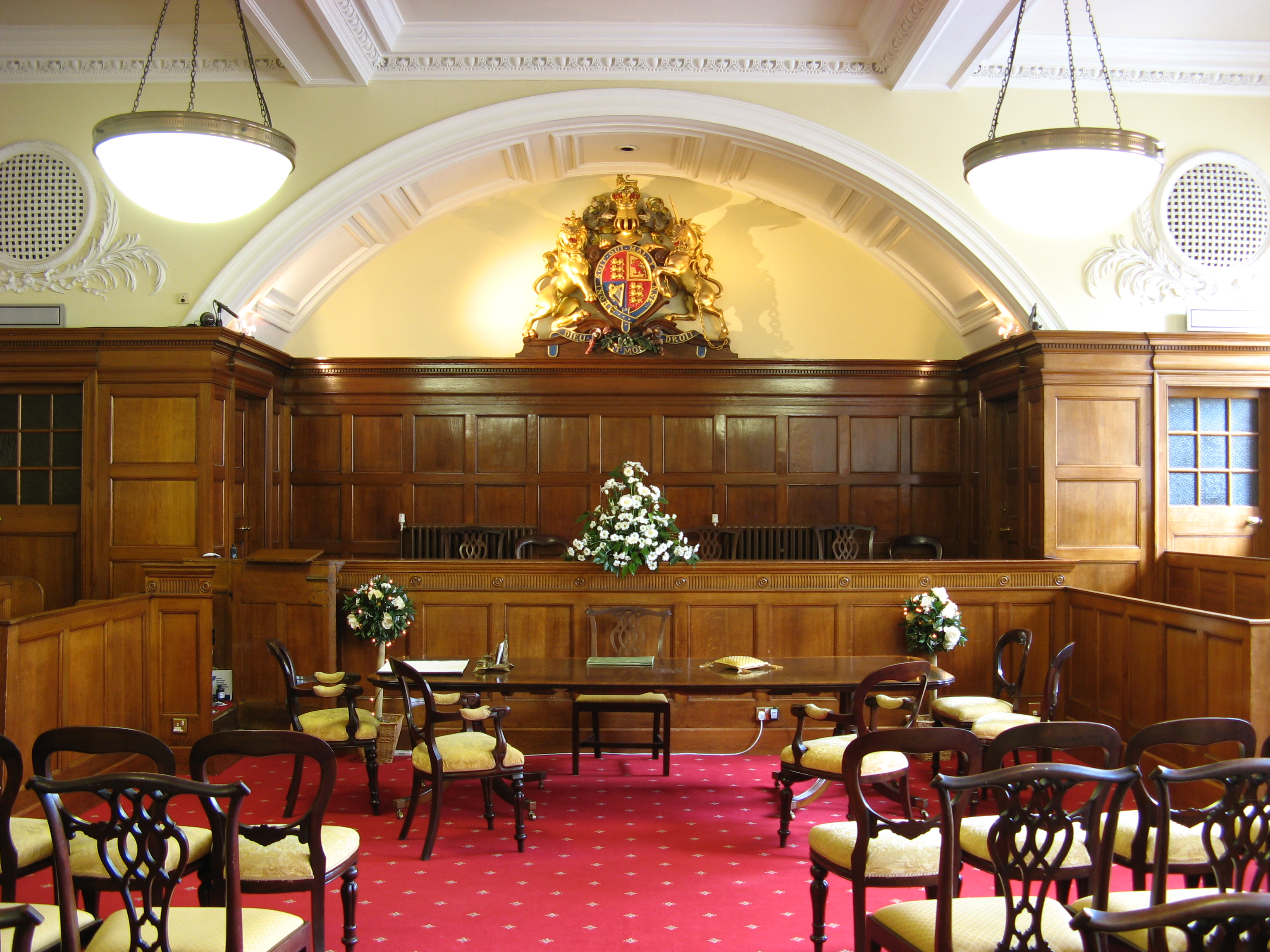
Habitación Alkmaar
Friso neoclásico (John Brydon, arquitecto)